# Харе-Шундешт
Харе-Шундешт (перс. هره شوندشت) — село в Ірані, у дегестані Тула-Руд, в Центральному бахші, шагрестані Талеш остану Ґілян. За даними перепису 2006 року, його населення становило 34 особи, що проживали у складі 5 сімей.

## Клімат
Середня річна температура становить 10,28°C, середня максимальна – 24,86°C, а середня мінімальна – -4,88°C. Середня річна кількість опадів – 413 мм.
| Клімат поселення                              | Клімат поселення | Клімат поселення | Клімат поселення | Клімат поселення | Клімат поселення | Клімат поселення | Клімат поселення | Клімат поселення | Клімат поселення | Клімат поселення | Клімат поселення | Клімат поселення | Клімат поселення |
| Показник                                      | Січ.             | Лют.             | Бер.             | Квіт.            | Трав.            | Черв.            | Лип.             | Серп.            | Вер.             | Жовт.            | Лист.            | Груд.            |                  |
| Середній максимум, °C                         | 6,95             | 6,27             | 8,62             | 13,58            | 18,61            | 22,85            | 24,86            | 24,48            | 20,30            | 17,38            | 10,88            | 7,40             |                  |
| Середня температура, °C                       | 1,37             | 0,69             | 3,05             | 8,02             | 13,04            | 17,28            | 20,62            | 20,24            | 16,07            | 13,14            | 6,63             | 3,17             |                  |
| Середній мінімум, °C                          | −4,2             | −4,88            | −2,52            | 2,44             | 7,46             | 11,71            | 16,40            | 16,01            | 11,83            | 8,91             | 2,41             | −1,06            |                  |
| Норма опадів, мм                              | 32               | 32               | 50               | 54               | 47               | 22               | 13               | 14               | 29               | 48               | 36               | 36               |                  |
| Середньомісячна швидкість вітру, м/с          | 2.10             | 2.53             | 2.57             | 2.68             | 2.20             | 2.03             | 2.35             | 2.20             | 1.84             | 2.04             | 2.13             | 2.02             |                  |
| Середньомісячна сонячна радіація, кДж/м²·день | 7258             | 9788             | 12018            | 16063            | 19844            | 22622            | 23438            | 19936            | 16826            | 11797            | 8765             | 6879             |                  |
| --------------------------------------------- | ---------------- | ---------------- | ---------------- | ---------------- | ---------------- | ---------------- | ---------------- | ---------------- | ---------------- | ---------------- | ---------------- | ---------------- | ---------------- |
| Джерело:                                      |                  |                  |                  |                  |                  |                  |                  |                  |                  |                  |                  |                  |                  |